# Andrea Romeo

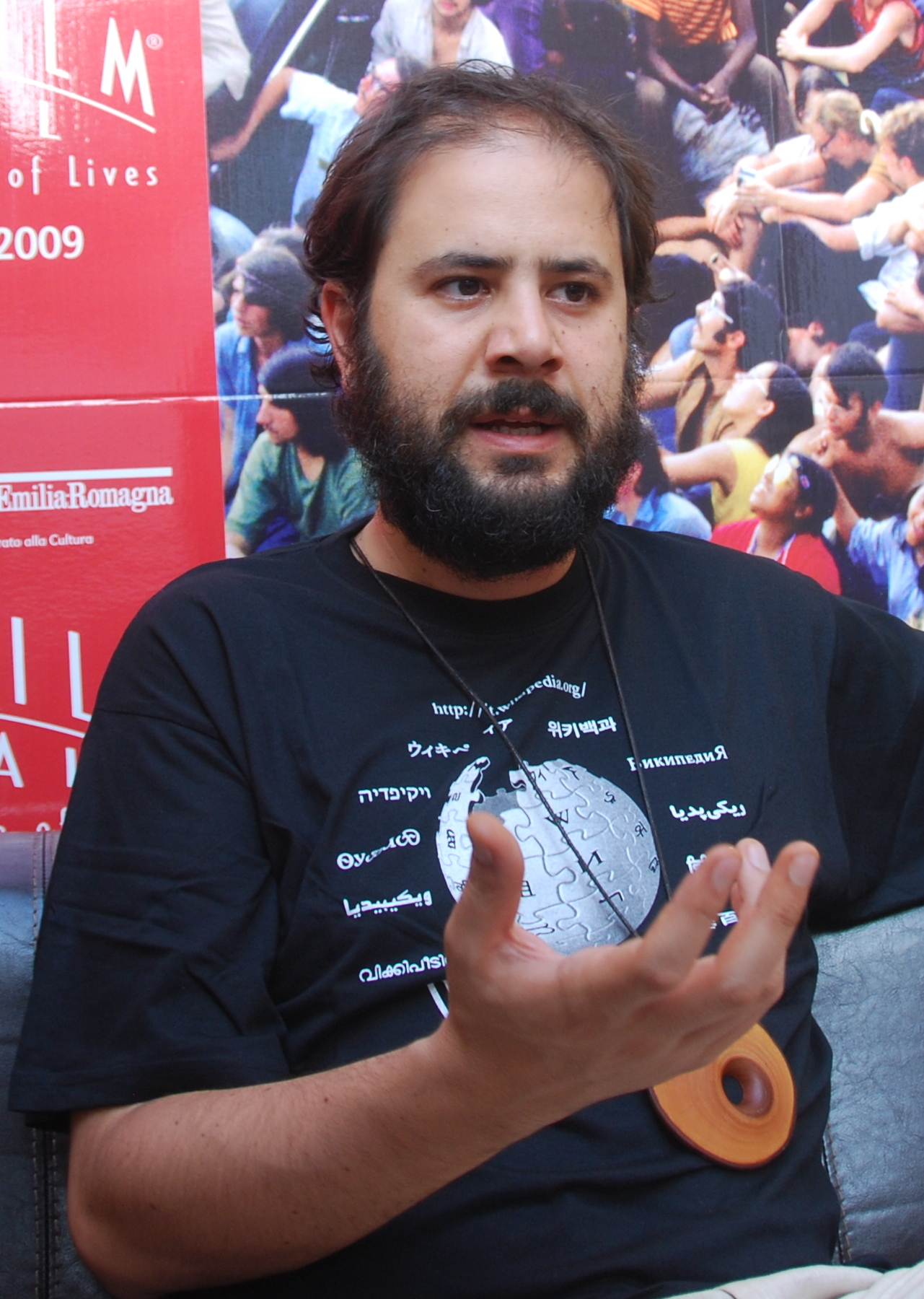
Andrea Romeo al Biografilm Festival 2009

Andrea Romeo (Padova, 27 marzo 1974) è un imprenditore, produttore cinematografico e giornalista italiano.

## Biografia
Dopo aver collaborato per Il Mattino di Padova, Romeo intraprende la strada del giornalismo. Nel 1995 è direttore responsabile di Voci Off. Scrive, inoltre, per testate italiane di rilievo (Ciak, Tutto Musica ecc.).
È fondatore del Future Film Festival, prima retrospettiva dedicata al cinema d'animazione e alle nuove tecnologie. Nel 2005 inaugura il Biografilm Festival, primo evento cinematografico mondiale dedicato alle biografie.
Nel 2013 costituisce I Wonder Pictures, casa di distribuzione specializzata, inizialmente, in documentari. Tra i titoli che ottengono maggiore risalto si menzionano, in particolare, Searching for Sugar Man di Malik Bendjelloul, The Act of Killing di Joshua Oppenheimer e Lo and Behold - Internet: il futuro è oggi di Werner Herzog. Successivamente, la società decide di ampliare i propri orizzonti, affacciandosi al genere finzionale. Tra i film che riscuotono, in Italia, un ottimo consenso di pubblico e critica: Dio esiste e vive a Bruxelles di Jaco Van Dormael, Frank di Lenny Abrahamson e Morto Stalin, se ne fa un altro di Armando Iannucci. 
Nel 2018 fonda Pop Up Cinema, circuito di sale cinematografiche di cui è anche direttore editoriale.
Dal 2019, Andrea Romeo si dedica all'attività della produzione cinematografica.

## Filmografia
- La piazza della mia città - Bologna e Lo Stato Sociale (produttore esecutivo, 2020)
- SanPa - Luci e tenebre di San Patrignano (produttore esecutivo, 2020)
- Denise (produttore esecutivo, 2022)
- Marcia su Roma (co-produttore, 2022)
- Amanda (produttore esecutivo, 2022)
- La morte è un problema dei vivi (co-produttore, 2024)
- The End (co-produttore esecutivo, 2024)
- 100 litri di birra (co-produttore, 2025)